# NGC 1282
NGC 1282 (również PGC 12471 lub UGC 2675) – galaktyka eliptyczna (E), znajdująca się w gwiazdozbiorze Perseusza. Odkrył ją Guillaume Bigourdan 23 października 1884 roku. Należy do Gromady w Perseuszu.